# سكاراموش

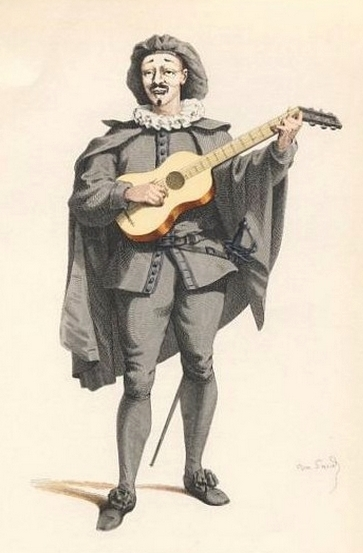
سكاراموش عام 1860.

سكاراموش هو شخصية ثابتة في مسرحيات الكوميديا في القرنين ال 16 وال 17. وهو رجل أسباني ثري، يرتدي دائمًا ملابس سوداء، وهو مدع كاذب. وظهر فيما بعد في الأدوار الهزلية بفرنسا، وفي التمثيل الصامت بإنجلترا.